# Aduana Stars FC
Aduana Stars FC är en professionell fotbollsklubb baserad i Dormaa, Ghana. Klubben spelar 2018 i Ghana Premier League.

## Historia
Den 19 augusti 2009 säkrade laget uppflyttning till högsta serien efter att ha vänt underläge mot Universal Stars till en 2-1-vinst efter mål av Sam Asiedu och Richard Addai och därmed tagit en ointaglig sexpoängsledning i Division One (Zone One).
Säsongen 2009/10 vann debutanterna Aduana Stars Ghana Premier League som första nyuppflyttade lag någonsin. De slog även världsrekord som den ligamästaren som gjort minst antal mål i snitt med 19 gjorda mål på 30 matcher (0,6333 per match) och slog därmed den tidigare världsrekordhållaren Trabzonspor.
Den 15 oktober 2017 säkrade Aduana Stars sin andra ligatitel i näst sista omgången efter 2-1-segern mot WAFA. Stor hjälte blev Sam Adams som gjorde mål på straff i slutminuterna.

## Tränare
- Herbert Addo (2010–2011)
- Aristică Cioabă (2011–2012)
- Joseph Emmanuel Sarpong (2013)
- Milisav Bogdanovic (2013–2014)
- Kwabena Ameyaw (2015–2016)
- Aristică Cioabă (2016)
- Yusif Abubakar (2016–2018)
- Kenichi Yatsuhashi (2018-)

## Meriter

### Inhemska
- Ghana Premier League:
  - Vinnare (2): 2009/10, 2017.
  - Andra plats (2): 2016, 2022/23